# Високе (гміна Ясткув)
Високе (пол. Wysokie) — село в Польщі, у гміні Ясткув Люблінського повіту Люблінського воєводства.
Населення — 116 осіб (2011).
У 1975-1998 роках село належало до Люблінського воєводства.

## Демографія
Демографічна структура станом на 31 березня 2011 року:
|          | Загалом | Допрацездатний вік | Працездатний вік | Постпрацездатний вік |
| -------- | ------- | ------------------ | ---------------- | -------------------- |
| Чоловіки | 57      | 18                 | 34               | 5                    |
| Жінки    | 59      | 12                 | 27               | 20                   |
| Разом    | 116     | 30                 | 61               | 25                   |